# جنگ فرانسه و سیام
جنگ فرانسه و سیام (انگلیسی: Franco-Siamese War)در سال ۱۸۹۳ میان جمهوری سوم فرانسه و پادشاهی سیام رخ داد معاون کنسول فرانسه در لوانگ پرابانگ در سال ۱۸۸۶، عامل اصلی پیشبرد منافع فرانسه در لائوس بود. دسیسه های او که از ضعف سیامی ها در منطقه و تهاجمات دوره ای شورشیان ویتنامی از تونکین ناشی می شد، تنش ها را بین بانکوک و پاریس افزایش داد. پس از جنگ، سیامی ها موافقت کردند که لائوس را به فرانسه واگذار کنند، اقدامی که منجر به گسترش چشمگیر هندوچین فرانسه شد.

## زمینه
درگیری زمانی آغاز شد که فرماندار کل هندوچین فرانسه، ژان دو لانسان، آگوست پاوی را به عنوان کنسول به بانکوک فرستاد تا لائوس را تحت حاکمیت فرانسه قرار دهد. دولت بانکوک که به اشتباه معتقد بود از سوی دولت بریتانیا حمایت خواهد شد، از واگذاری قلمرو شرق مکونگ خودداری کرد و در عوض حضور نظامی و اداری خود را تقویت کرد.
وقایع با دو حادثه جداگانه به اوج رسید زمانی که فرمانداران سیامی در خموان و نونگ خی سه تاجر فرانسوی را از مکونگ میانه در سپتامبر ۱۸۹۲ اخراج کردند، دو تن از آنها، شامپنوآ و اسکیلو، به ظن قاچاق تریاک اخراج شده بودند.اندکی پس از آن، کنسول فرانسه در لوانگ پرابانگ، ویکتور-آلفونس ماسی، تب دار و دلسرد، در راه بازگشت به سایگون خودکشی کرد. در فرانسه، ازاین حوادث توسط لابی استعماری (Parti Colonial) برای تحریک احساسات ملی گرایانه ضد سیامی، به عنوان بهانه ای برای مداخله استفاده شد.
مرگ ماسی باعث شد آگوست پاوی به عنوان کنسول جدید فرانسه انتخاب شود. در مارس ۱۸۹۳، پاوی از سیامی‌ها خواست که تمام پست‌های نظامی در سمت شرقی رودخانه مکونگ در جنوب خاموان را تخلیه کنند و ادعا کرد که این زمین متعلق به ویتنام است.برای حمایت از این خواسته ها، فرانسوی ها قایق توپدار لوتین را به بانکوک فرستادند و در آنجا در چائو فرایا در کنار هیئت فرانسوی لنگر انداختند.

## درگیری

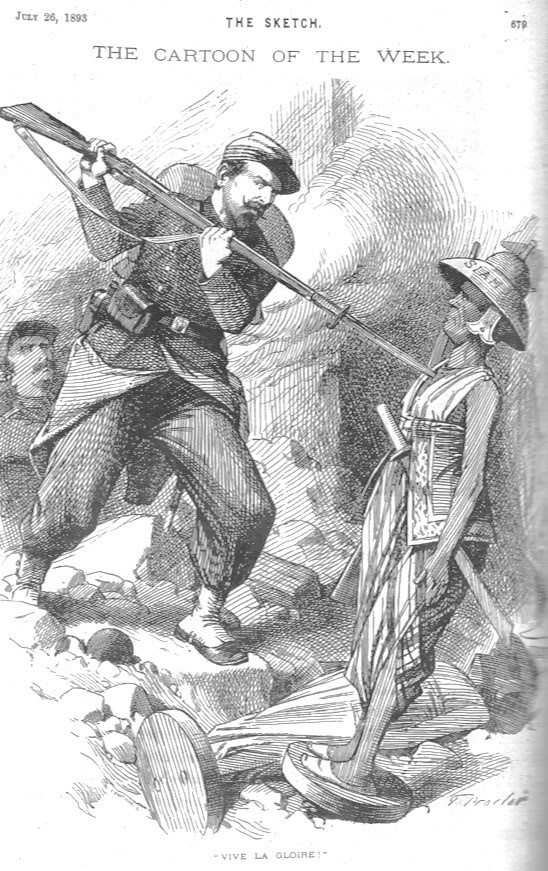
جنگ در اینجاااا

هنگامی که سیام درخواست فرانسه را رد کرد، دو لانسان سه ستون نظامی را به منطقه مورد مناقشه فرستاد تا در آوریل ۱۸۹۳ کنترل فرانسه را بر منطقه تعمال نمایند.شت پادگان کوچک سیامی در غرب مکونگ با رسیدن ستون مرکزی عقب نشینی کردند.با مقاومت در شمال، فرانسوی هاتحت محاصره قرار گرفتند. در جنوب، اشغال به آرامی ادامه یافت تا اینکه کمین سیامی ها در روستای کنگ کرت منجر به کشته شدن گروسگورین بازرس پلیس فرانسه شد.بازرس گروسگورین یک بازرس فرانسوی و فرمانده یک گروه شبه نظامی ویتنامی در لائوس بود. او مانند آگوست پاوی در چندین سفر اکتشافی در منطقه شرکت کرده بود.این کمین منجر به تخریب روستا و کشته شدن گروسگورین و ۱۷ ویتنامی شد.ین واقعه و مرگ گروسگورین به عنوان "امور خام میون (کین چک)" شناخته شد و در نهایت به عنوان بهانه ای برای مداخله قوای فرانسه مورد استفاده قرار گرفت.
حادثه پاکنام
در نتیجه فرانسه خواستار غرامت شد و تنش با بریتانیا بر سر کنترل سیام به اوج خود رسید.بریتانیایی ها سه کشتی نیروی دریایی را به دهانه چائو فرایا فرستادند. در ژوئیه ۱۸۹۳ فرانسوی‌ها به نوبه خود یک قدم جلوتر رفتند و به دو کشتی خود دستور دادند که بدون اجازه سیامی‌ها از چائو فرایا به سمت بانکوک حرکت کنند. آنها در ۱۳ ژوئیه ۱۸۹۳ از قلعه پاکنام مورد حمله قرار گرفتند. فرانسوی ها به آتش سیامی ها پاسخ دادند و به زور راهی بانکوک شدند.فرانسوی‌هادر ۲۰ ژوئیه اولتیماتومی به سیامی‌ها دادند تا قلمرو شرق مکونگ را تحویل دهند و پادگان‌های خود را از آنجا خارج کنند و غرامتی به مبلغ سه میلیون فرانک به عنوان غرامت برای جنگ پرداخت کنند علاوه بر آن عاملین قتل مجازات شوند.هنگامی که سیام بلافاصله بدون قید و شرط اولتیماتوم را قبول نکرد، فرانسوی ها سواحل سیام را محاصره کردند.در پایان، سیامی‌ها پس از آن‌که هیچ حمایتی از بریتانیا دریافت نکردند، کاملاً تسلیم شدند.علاوه بر این، فرانسوی ها به عنوان تضمین اشغال موقت چانتابوری و غیرنظامی کردن باتامبانگ، سیم ریپ و منطقه ای به وسعت ۲۵ کیلومتر (۱۶ مایل) در ساحل غربی مکونگ را خواستار شدند.
```
محاکمه فرانسوی-سیامی
```

پس از قتل گروسگورین، کمیسر ناحیه کامیون، فرا یوت، توسط دولت وی به عنوان مقام مسئول شناخته شد، اگرچه او در ابتدا در دادگاهی در مارس ۱۸۹۴ از اتهام وارده تبرئه شد.اما متعاقباً در ژوئن ۱۸۹۴ "دادگاه مختلط فرانسه و سیامی" تشکیل شد دادگاه تشخیص داد که فرا یوت نیروهای بیشتری را برای محاصره خانه در کین کت که توسط گروسگورین بیمار اشغال شده بود، آورده بود، که تعداد آنها از شبه نظامیان کوچک ویتنامی او بیشتر بود. گروسگورین و آن دسته از ویتنامی هایی که موفق به فرار نشده بودند کشته شدند و خانه متعاقباً به دستور فرا یوت به آتش کشیده شد در توافق مشترک بین سیامی ها و فرانسوی ها، فرا یوت به ۲۰ سال بردگی محکوم شد.

## پیامد
سیامی ها با واگذاری لائوس به فرانسه موافقت کردند و هندوچین فرانسه را به طور قابل توجهی گسترش دادند. در سال ۱۸۹۶، فرانسه قراردادی را با بریتانیا امضا کرد که مرز بین لائوس و قلمرو بریتانیا در برمه علیا را تعیین می کرد. پادشاهی لائوس تحت الحمایه قرار گرفت و در ابتدا زیر نظر فرماندار کل هندوچین در هانوی قرار گرفت.فرانسوی ها و بریتانیایی ها هر دو منافع زیادی در کنترل بخش هایی از هندوچین داشتند. دو بار در دهه ۱۸۹۰، آنها در آستانه جنگ بودند. جغرافیای سرزمین حرکت نیروها را دشوار می کرد و جنگ را پرهزینه تر می کرد.مالاریا شایع و مرگبار بود. در نهایت، مسیرهای تجاری تصور شده هرگز واقعاً مورد استفاده قرار نگرفتند. در سال ۱۹۰۴، فرانسوی‌ها و بریتانیایی‌ها اختلافات فراوان خود را کنار گذاشتند و به این اختلاف در جنوب شرقی آسیا پایان دادند.
فرانسه تا سال ۱۹۰۷ به اشغال چانتابوری و ترات ادامه داد،

## نگارخانه

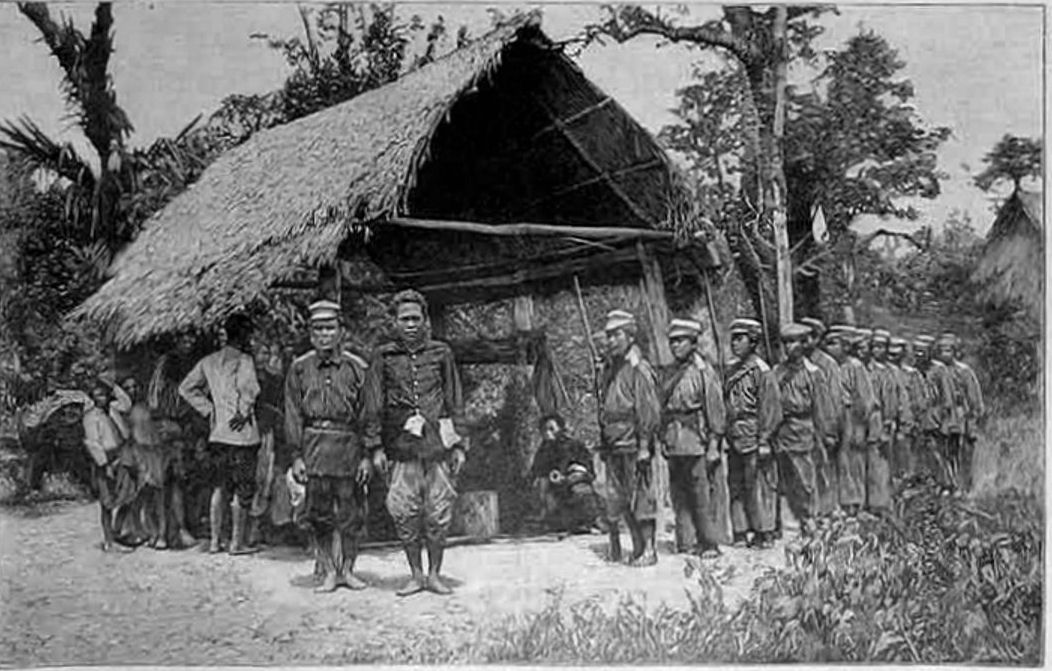
ارتش سیام در لائوس در ۱۸۹۳
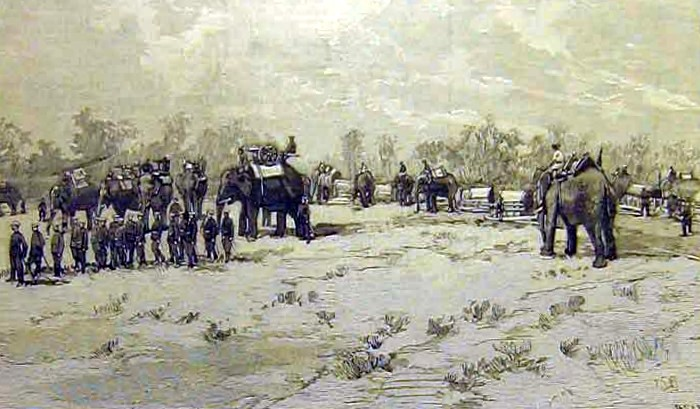
فیل های سیامی در لائوس در ۱۸۹۳
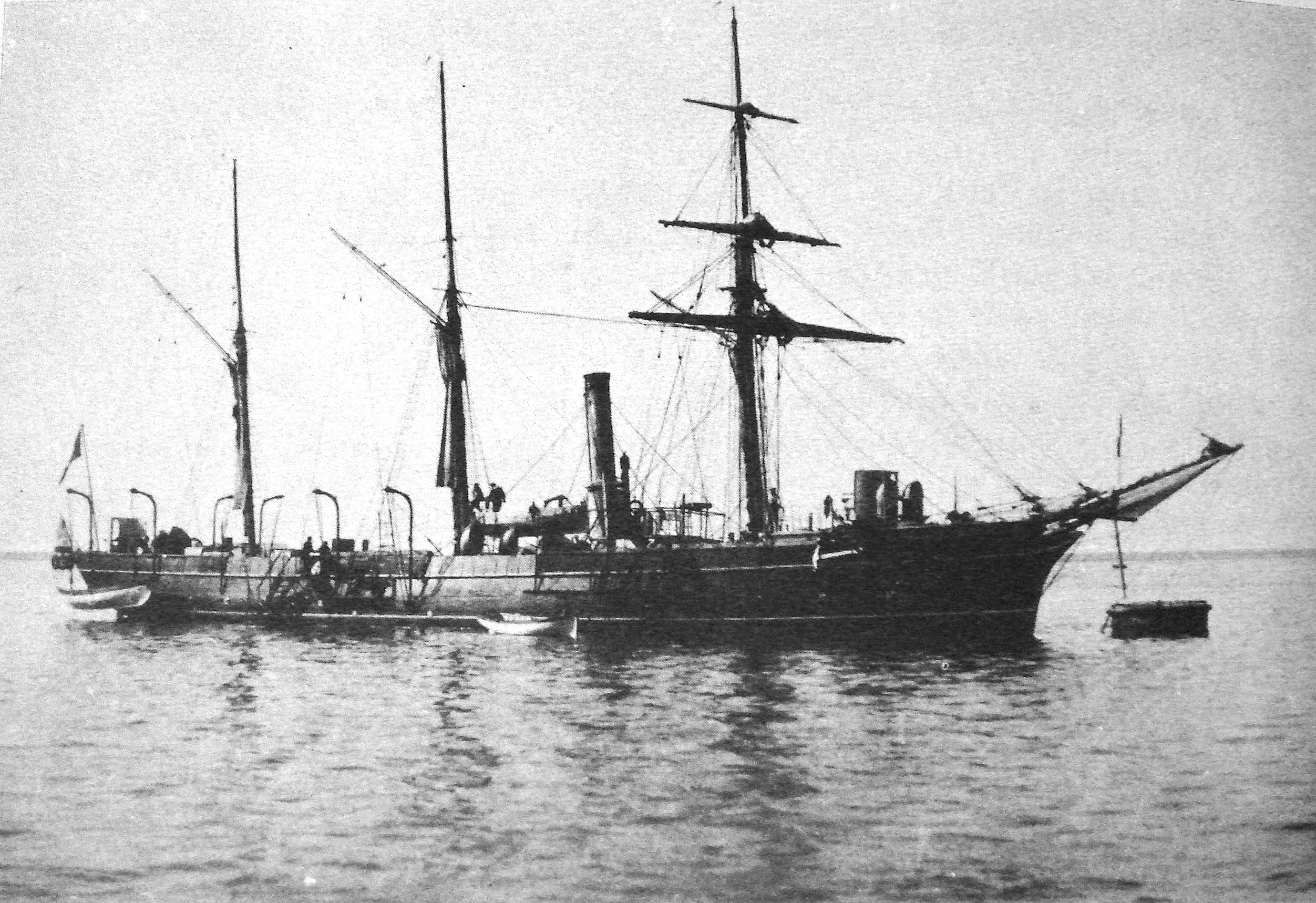
قایق جنگی فرانسه
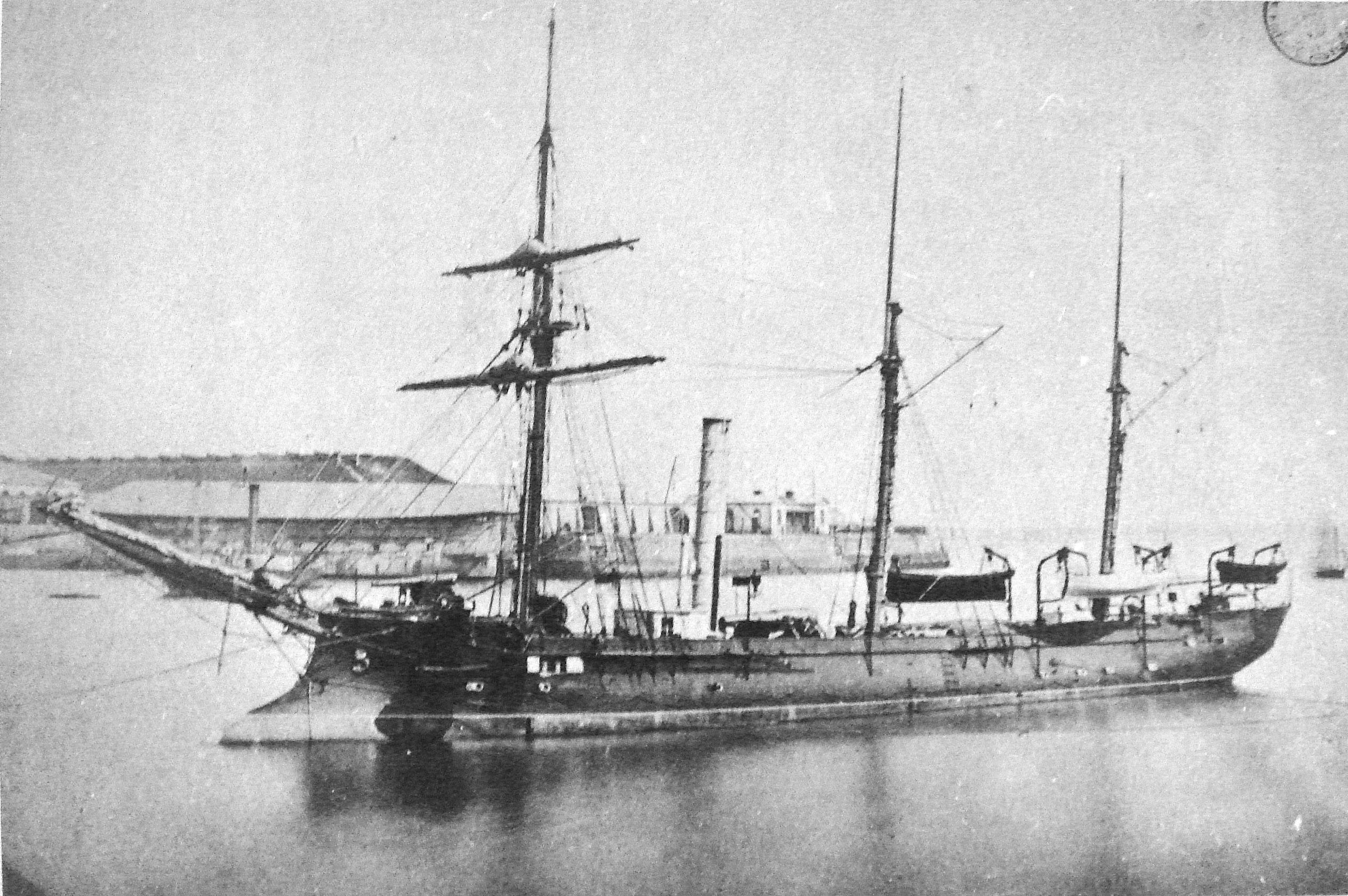
قایق جنگی دیگر فرانسوی در بانکوک